# (4299) WIYN
(4299) WIYN – planetoida z grupy pasa głównego asteroid okrążająca Słońce w ciągu 3 lat i 132 dni w średniej odległości 2,24 j.a. Została odkryta 28 sierpnia 1952 roku. Przed nadaniem nazwy planetoida nosiła oznaczenie tymczasowe (4299) 1952 QX.